# Garcinia gerrardii
Garcinia gerrardii är en tvåhjärtbladig växtart som beskrevs av William Henry Harvey. Garcinia gerrardii ingår i släktet Garcinia och familjen Clusiaceae. Inga underarter finns listade i Catalogue of Life.